# Quilles de Muël
Pour les articles homonymes, voir Muel.
Le jeu de quilles de Muël est une variante locale des jeux de quilles bretons. Ce jeu a la particularité de se pratiquer avec des boules qui ne sont pas rondes, mais qui ont une forme de tête de maillet.
Les  quilles de Muël sont inscrites à l'inventaire du patrimoine culturel immatériel en France.  

## Règles
Le but du jeu, qui oppose plusieurs joueurs, consiste à abattre des quilles de valeurs différentes, pour obtenir le plus grand nombre de points.
Le jeu se compose de 9 quilles de tailles différentes sur la tête desquelles figure un chiffre, correspondant à leur valeur (1 à 9), et de 9 ”boules” avec un ”trou à doigts” et un ”trou à pouce” sur chacune.
Chaque joueur lance successivement toutes les 9 boules. Entre chaque lancer, on totalise le nombre de points effectués et on remet les quilles à leur place respective. Une quille abattue seule vaut le nombre correspondant à sa valeur. Si la plus petite quille (= 1 point) est expulsée au-delà de la dernière rangée, sans faire chuter aucune autre quille, elle vaut alors 10 points. Si plusieurs quilles tombent ensemble, elles ne valent plus qu’un point chacune. Le jeu se termine lorsque le dernier joueur a exécuté son 9e lancer. Le gagnant est le joueur qui totalise le meilleur score.